# Nurmon Jymy (pallavolo femminile)
Il Nurmon Jymy è una società pallavolistica femminile finlandese con sede a Seinäjoki: milita nel campionato finlandese di Lentopallon Mestaruusliiga; fa parte dell'omonima società polisportiva.

## Rosa 2018-2019
| N° | Nome                | Ruolo | Data di nascita   | Nazionalità sportiva |
| -- | ------------------- | ----- | ----------------- | -------------------- |
| 1  | Tanja Eteläaho      | S     | 23 agosto 1979    | Finlandia            |
| 2  | Annina Keinonen     | P     | 10 giugno 1989    | Finlandia            |
| 3  | Lydia DeWeese       | C     | 19 aprile 1996    | Stati Uniti          |
| 4  | Hilkka Hujanen      | S     | 24 marzo 1998     | Finlandia            |
| 6  | Karoliina Friberg   | C     | 3 febbraio 1994   | Finlandia            |
| 7  | Jessica Salminen    | L     | 18 aprile 2001    | Finlandia            |
| 8  | Sydney Busa         | S     | 11 gennaio 1996   | Stati Uniti          |
| 8  | Alexandra Malloy    | S     | 16 aprile 1994    | Stati Uniti          |
| 9  | Bettina Yli-Sissala | C     | 15 settembre 2000 | Finlandia            |
| 10 | Pauliina Vilppola   | L     | 4 febbraio 1992   | Finlandia            |
| 11 | Roosa Rajala        | S     | 2 settembre 1999  | Finlandia            |
| 12 | Eveliina Haapoja    | P     | 30 maggio 2000    | Finlandia            |
| 14 | Maja Krljić         | O     | 13 maggio 1988    | Montenegro           |
| 18 | Carina Hoff         | O     | 1994              | Stati Uniti          |